# McLaren MP4/3
A McLaren MP4/3 egy Formula–1-es versenyautó, amit a McLaren tervezett az 1987-es idényre. Steve Nichols tervezte, miután 1986 végén az addigi vezető tervező, John Barnard a Ferrarihoz távozott. Három idény után ez volt az első teljesen új tervezésű McLaren, és az M30-as óta az első is, amelyikhez Barnardnak már nem volt köze.

## Tervezés
Aerodinamikai szempontból az MP4/3 teljesen más, mint az elődje. Sokkal lentebb fekszik, ami a versenyen felhasználható üzemanyag mennyiségének csökkentése miatt ideális, amellett ránézésre is karcsúbb és kompaktabb szerkezet. Egyedül az orr-rész, amely emlékeztet az elődre, de ez is kisebb lett. Sokak számára az ultrakarcsú Brabham BT55-ös modellre emlékeztetett a tervezési filozófiája, de ennek az autónak a tervezésében nem közreműködött még Gordon Murray.
A motor ugyanaz a TAG-Porsche volt, mint az előző modellben. Apróbb változtatásokat eszközöltek, hogy kisebb legyen a fogyasztás, és az új szabályok miatt a turbónyomást is 4 barban maximálták. Versenyeken 790, időmérő edzéseken pedig 850 lóerős maximális teljesítményre volt képes. A mai napig a valaha volt egyik legerősebb Formula–1-es autónak számít, hiszen a turbónyomást 1988-ban már 2,5 barban maximálták, hogy kiegyenlítsék a különbségeket a szívómotoros autókkal szemben. Ebben az évben azonban még viszonylagos korlátok nélkül működhetett. Ez volt az utolsó TAG-Porsche motoros McLaren, az év végén Honda motorokra váltottak.

## A szezon
Háromszor sikerült nyerni az autóval, mindhármat Alain Prost szerezte. Csapattársa, Stefan Johansson mindössze néhány dobogós helyet szerzett, ezért az év végén megváltak tőle Ayrton Senna kedvéért. A csapat a konstruktőri bajnokság második helyén végzett. Öt különböző kasztnit használtak az év során, illetve készült egy hatodik is, az MP4/3B, mellyel a Honda-motort tesztelték.

## Eredmények
| Év   | Csapat                         | Motor               | Gumik | Pilóták          | 1   | 2   | 3   | 4   | 5   | 6   | 7   | 8   | 9   | 10  | 11  | 12  | 13  | 14  | 15  | 16  | Pontok | Helyezés |
| ---- | ------------------------------ | ------------------- | ----- | ---------------- | --- | --- | --- | --- | --- | --- | --- | --- | --- | --- | --- | --- | --- | --- | --- | --- | ------ | -------- |
| 1987 | Marlboro McLaren International | TAG Porsche TTE PO1 | G     |                  | BRA | SMR | BEL | MON | DET | FRA | GBR | GER | HUN | AUT | ITA | POR | ESP | MEX | JPN | AUS | 76     | 2.       |
| 1987 | Marlboro McLaren International | TAG Porsche TTE PO1 | G     | Alain Prost      | 1   | KI  | 1   | 9   | 3   | 3   | KI  | 7   | 3   | 6   | 15  | 1   | 2   | KI  | 7   | KI  | 76     | 2.       |
| 1987 | Marlboro McLaren International | TAG Porsche TTE PO1 | G     | Stefan Johansson | 3   | 4   | 2   | KI  | 7   | 8   | KI  | 2   | KI  | 7   | 6   | 5   | 3   | KI  | 3   | KI  | 76     | 2.       |